# SKOJ
SKOJ var en barntidning med serier och pyssel som gavs ut av Skandinavisk Press mellan 1979 och 1984. Tidningarna var i storformat och hade 32 sidor.
Tidningen gick att prenumerera på som en del av det paket som varje månad skickade ut i Bokklubben Barnens Bokpaket, ett paket som också innehöll en bok med illustrerade sagor (såsom Hans och Greta och Mästerkatten i stövlar) paketerade i en kartong som även utgjorde pysselmaterial. SKOJ och Bokklubben marknadsfördes tillsammans med serietidningen Fix och Foxi.
Tidningen innehöll serierna Skoje och Krabaterna.